# Vicky Latta
Victoria Jane „Vicky” Latta (ur. 10 czerwca 1951 w Auckland) – nowozelandzka jeźdźczyni sportowa, dwukrotna medalistka olimpijska.
Sukcesy odnosiła we Wszechstronnym Konkursie Konia Wierzchowego. Brała udział w dwóch igrzyskach (IO 92, IO 96). Oba medale zdobyła w rywalizacji drużynowej. W 1992 zdobyła srebro (na koniu Chief), w 1996 (na Broadcast News) sięgnęła po brąz. W 1992 była czwarta indywidualnie.